# Bajgora
Bajgorë en albanais et Bajgora en serbe latin (en serbe cyrillique : Бајгора) est une localité du Kosovo située dans la commune/municipalité de Mitrovicë/Kosovska Mitrovica et dans le district de Mitrovicë/Kosovska Mitrovica. Selon le recensement kosovar de 2011, elle compte 1 098 habitants, dont 1 097 Albanais.

## Démographie

### Évolution historique de la population dans la localité
| 1948 | 1953  | 1961  | 1971  | 1981  | 1991  | 2011  |
| ---- | ----- | ----- | ----- | ----- | ----- | ----- |
| 897  | 1 000 | 1 049 | 1 111 | 1 282 | 1 663 | 1 098 |

|  |